# حلبة شارع مارينا باي

مسار حلبة شارع مارينا باي

حلبة شارع مارينا باي (بالإنجليزية: Marina Bay Street Circuit)‏ هي حلبة مؤقتة لرياضة سباق السيارات بطول 5.073 كم (3.15ميل) بإجمالي 23 منعطفا  وتقع في سنغافورة، وتقام على شوارع محيطة بمنطقة الميناء بخليج العاصمة سنغافورة في أسلوب مماثل لحلبة سباق الجائزة الكبرى لموناكو وحلبة فالنسيا. والحلبة تستضيف سباق جائزة سنغافورة الكبرى لسيارات الفورمولا واحد.
تم تصميم الحلبة بواسطة شركة كي بي آر  وعدل ذلك التصميم من قبل المصمم الألماني هيرمان تيلك.

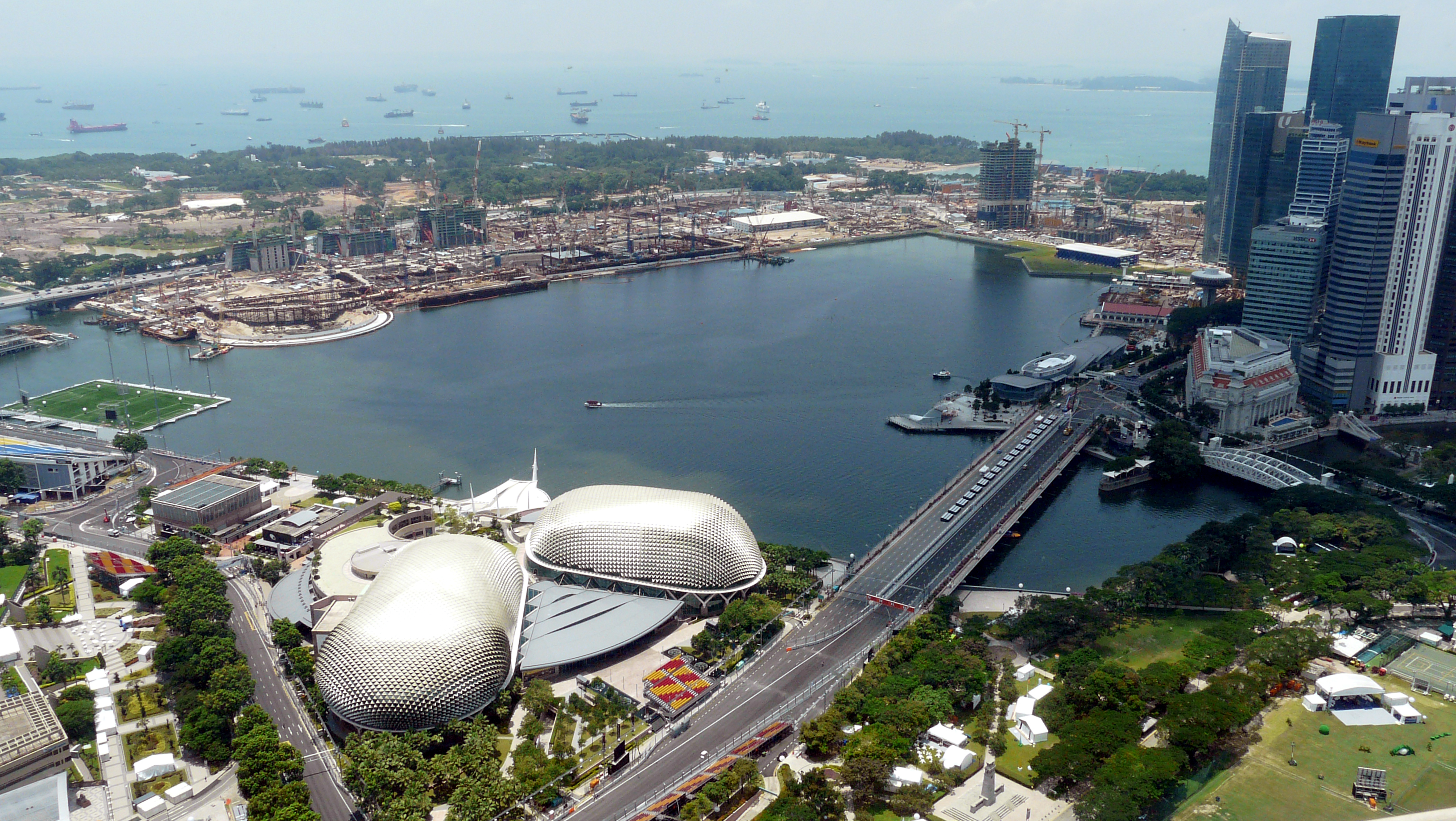
نظرة واسعة للحلبة
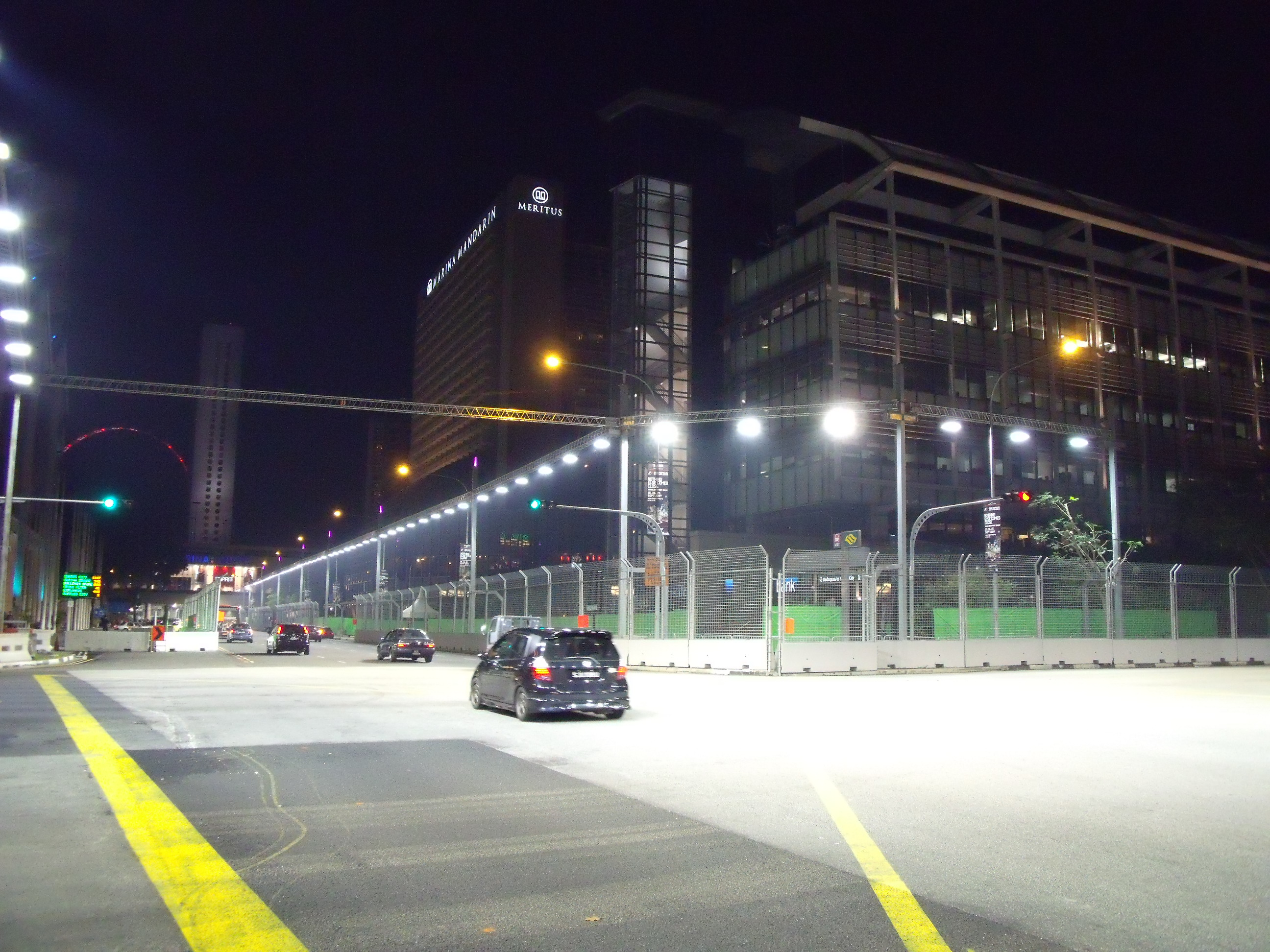
المنعطف السابع
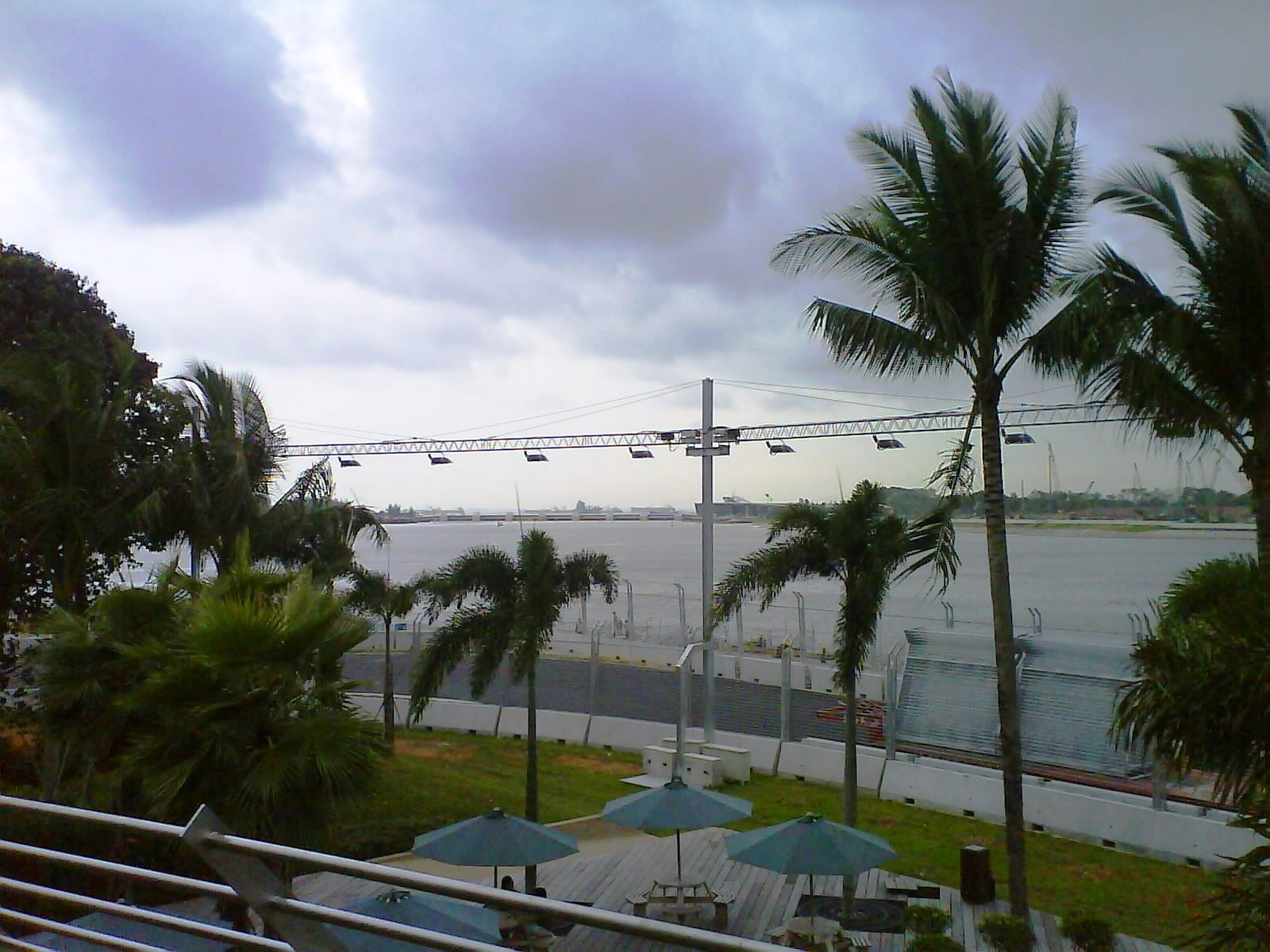
المنعطف 22